# Manfred Görg

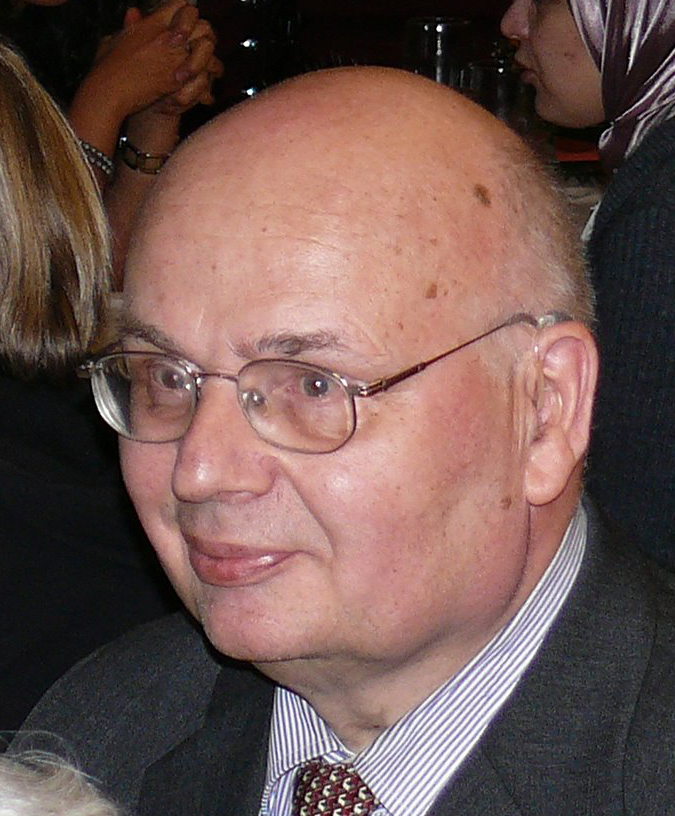
Manfred Görg (2010)

Manfred Görg (* 8. September 1938 in Blankenfelde, Landkreis Teltow-Fläming; † 17. September 2012 in München) war ein deutscher römisch-katholischer Alttestamentler und Ägyptologe. 1975 wurde er Lehrstuhlinhaber für Alttestamentliche Wissenschaften an der Universität Bamberg. Von 1985 bis zu seiner Emeritierung 2003 war er Ordinarius für Alttestamentliche Theologie an der Ludwig-Maximilians-Universität München.

## Leben
Nach dem Abitur studierte Görg ab 1957 Katholische Theologie in Bonn, Würzburg und Paderborn. 1963 empfing er in Paderborn die Priesterweihe und leistete im Anschluss bis 1968 Gemeindedienst. Schon während der Studienzeit entstand seine Promotionsschrift, nach deren Vorlage in Bonn er 1965 die theologische Doktorprüfung ablegte. Von 1968 bis 1972 arbeitete er als Wissenschaftlicher Assistent an der Ruhr-Universität Bochum und studierte Ägyptologie an der Universität Bonn. 1972 habilitierte er sich in Bochum für Alttestamentliche Exegese und wurde zum Universitätsdozenten ernannt. Es folgte 1974 die Promotion zum Dr. phil. und die Ernennung zum außerplanmäßigen Professor in Bochum. 1975 folgte er einem Ruf auf den Lehrstuhl für Alttestamentliche Wissenschaften an der Universität Bamberg. 1984 nahm er eine Gastprofessur an der Freien Universität Berlin wahr. Von 1985 bis zu seiner Emeritierung 2003 war er Ordinarius für Alttestamentliche Theologie an der Ludwig-Maximilians-Universität München und Vorstand des Instituts für Biblische Exegese.

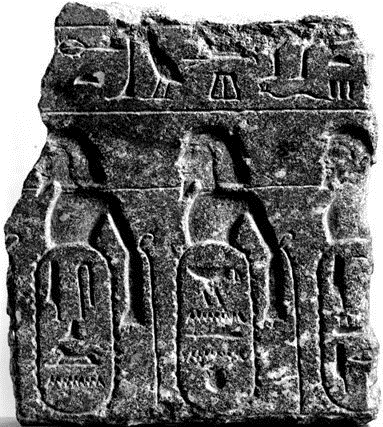
Relief 21687 (Israel)

Görg begründete 1976 die Zeitschrift Biblische Notizen. Beiträge zur exegetischen Diskussion und 1979 die Reihe Ägypten und Altes Testament. Studien zu Geschichte, Kultur und Religion Ägyptens und des Alten Testaments. 1980 wurde er stellvertretender Vorsitzender des Deutschen Palästinavereins, 1984 Vorsitzender des Wissenschaftlichen Beirats des Katholischen Bibelwerks. Hinsichtlich amtskirchlicher Positionen zu Fragen des Zölibats und des Verhältnisses der katholischen zur evangelischen Kirche nahm er kritische Standpunkte ein. Görg publizierte als Autor und Herausgeber bis 2008 mehr als 1300 Bücher, Artikel, Rezensionen und Beiträge. Zu seinen letzten Arbeiten gehörte die Identifizierung der seiner Meinung nach ältesten Erwähnung des Namens „Israel“ in einer ägyptischen Hieroglypheninschrift der frühen 18. Dynastie (um 1400 v. Chr.).
Neben seiner wissenschaftlichen Arbeit lag Manfred Görg stets auch die Weitergabe seiner Erkenntnisse an interessierte Laien am Herzen. So entstanden eine Reihe von gut verständlich geschriebenen Büchern zur Übernahme von Elementen der ägyptischen Religion der Pharaonenzeit in die Bibel. Weiteres Thema solcher Bücher war die Auseinandersetzung mit den schwierigeren Aspekten der Gottesgestalt.
Ehrenamtliches Engagement für den interreligiösen Dialog begleitete sein wissenschaftliches Wirken. Görg gründete 2001 in München mit Stefan Jakob Wimmer und weiteren langjährigen Mitarbeitern und Kollegen die als gemeinnütziger Verein eingetragene Gesellschaft Freunde Abrahams, die sich auf religionsgeschichtlicher Grundlage um die Förderung des Dialogs insbesondere zwischen Christen, Juden und Muslimen bemüht. Für die Freunde Abrahams war er zusammen mit Wimmer Herausgeber der Zeitschrift Blätter Abrahams. Beiträge zum interreligiösen Dialog. Zuletzt formulierte er ein interreligiöses Bekenntnis für Juden, Christen und Muslime. Dieses Bekenntnis ist in gedruckter Form auch zugänglich bei K.-J. Kuschel: Festmahl am Himmelstisch – Wie Mahl feiern Juden, Christen und Muslime verbindet.
Görg war Gründungsmitglied des Nietzsche-Forums München. Beigesetzt wurde er auf dem Alten Friedhof in Oberdollendorf bei Bonn.

## Würdigungen
Eine Gedenkschrift für Manfred Görg erschien 2014 unter dem Titel Vom Leben umfangen: Ägypten, das Alte Testament und das Gespräch der Religionen, herausgegeben von Stefan Jakob Wimmer und Georg Gafus.
2015 riefen die Freunde Abrahams – Gesellschaft für religionsgeschichtliche Forschung und interreligiösen Dialog den Manfred-Görg-Preis für religionsgeschichtliche Forschung und interreligiösen Dialog ins Leben; er wurde erstmals an Stephan Leimgruber und Barbara Peveling vergeben. 2018 ging der Preis an Rabbiner Steven Langnas, die islamische Theologin Gönül Yerli und den Abiturienten Benedikt Breil, 2021 an Pfarrerin Jutta Höcht-Stöhr und den Theologen Daniel Maier.

## Veröffentlichungen (Auswahl)
- Gott-König-Reden in Israel und Ägypten. Stuttgart 1975 (= Habilitationsschrift. Bochum 1971/72).
- Studien zur biblisch-ägyptischen Religionsgeschichte. Stuttgart 1992.
- (Hrsg.): Neues Bibel-Lexikon. 3 Bände. Düsseldorf 1991–2001.
- Die Barke der Sonne. Religion im alten Ägypten. Freiburg 2001.
- Ägyptische Religion. Wurzeln, Wege, Wirkungen. Stuttgart 2007.
- Mythos und Mythologie. Studien zur Religionsgeschichte und Theologie. Wiesbaden 2010.